# Chalcides minutus
El eslizón tridáctilo enano (Chalcides minutus) es una especie de lagarto de la familia Scincidae.

## Descripción
Especie de los eslizones de tres dedos, de morfología parecida a Chalcides striatus y Chalcides pseudostriatus, reconocida recientemente como nueva especie (Caputo, 1993).

## Distribución
Se distribuye por algunas zonas relativamente húmedas del noreste de Marruecos, el tercio más oriental del Rif, algunas localidades orientales del Atlas medio y en los Montes de Tlemcén en Argelia.
Ha sido localizada en Melilla, en el río de Oro.